# Автошлях Т 1713
Автошля́х Т 1713 — автомобільний шлях територіального значення у Полтавській області. Проходить територією Лохвицького району. Фактично являє собою південно-західний об'їзд міста від з'їзду з Р60 у напрямку на Т 1723. Загальна довжина — 3,9 км.

## Маршрут
Автошлях проходить через такі населені пункти:
| Автошлях Т 1713    |        |
| Полтавська область |        |
| Лохвицький район   |        |
| Лохвиця            | Р60    |
|                    | Т 1723 |